# Blaesoxipha griseoflavescens
Blaesoxipha griseoflavescens är en tvåvingeart som först beskrevs av Robineau-desvoidy 1830.  Blaesoxipha griseoflavescens ingår i släktet Blaesoxipha och familjen köttflugor.
Artens utbredningsområde är Franska Guyana. Inga underarter finns listade i Catalogue of Life.